# Sante Portalupi
Sante Portalupi (ur. 1 listopada 1909 w Mortarze, zm. 31 marca 1984) – włoski duchowny rzymskokatolicki, arcybiskup tytularny, dyplomata papieski.

## Biografia
15 kwietnia 1933 otrzymał święcenia prezbiteriatu.
29 stycznia 1959 papież Jan XXIII mianował go nuncjuszem apostolskim w Hondurasie i w Nikaragui oraz 14 października 1961 arcybiskupem tytularnym christopolitańskim. 3 grudnia 1961 przyjął sakrę biskupią z rąk prefekta Świętej Kongregacji ds. Dyscypliny Sakramentów, kamerlinga Świętego Kościoła Rzymskiego kard. Benedetto Aloisiego Maselli. Współkonsekratorami byli substytut do spraw ogólnych Sekretariatu Stanu abp Angelo Dell’Acqua oraz biskup tytularny Parosu Francesco Bertoglio.
Jako ojciec soborowy wziął udział w soborze watykańskim II.
27 września 1967 papież Paweł VI mianował go delegatem apostolskim Północnej Afryki (od 1976 tytuł brzmiał delegat apostolski Libii). Wraz z nawiązywaniem przez Stolicę Apostolską stosunków dyplomatycznych z państwami tego regionu, abp Portalupi zostawał pronuncjuszem apostolskim w Algierii (4 marca 1972), Tunezji (22 marca 1972) i w Maroku (1976). Wszystkie te urzędy pełnił do 15 grudnia 1979, gdy papież Jan Paweł II mianował go nuncjuszem apostolskim w Portugalii.
Przed poświęceniem świata Matcie Bożej dokonanym przez Jana Pawła II w 1984 (jako nakazanemu w objawieniach fatimskich poświęcenia Rosji), abp Portalupi w imieniu papieża konsultował je z Łucją dos Santos.
Nuncjuszem apostolskim w Portugalii był do śmierci 31 marca 1984.